# 12月18日
12月18日（じゅうにがつ じゅうはちにち）は、グレゴリオ暦で年始から352日目（閏年では353日目）にあたり、年末までは、あと13日となる。

## できごと
- 紀元前218年 - 第二次ポエニ戦争: トレビアの戦い。
- 876年 - 清和天皇が譲位。貞明親王が践祚し、第57代天皇陽成天皇となり即位する。
- 1271年（至元8年11月乙亥） - クビライがモンゴル帝国の国号を元に改める。
- 1352年 - インノケンティウス6世がローマ教皇に選出される。
- 1695年（元禄8年11月13日） - 生類憐れみの令に伴い、徳川綱吉が武蔵・中野村に16万坪の「犬小屋」を設置する。
- 1787年 - ニュージャージー州がアメリカ合衆国憲法を批准し、アメリカ合衆国3番目の州となる。
- 1825年 - サーニー家のサーニー・ビン・ムハンマドがカタールの初代首長となる。
- 1865年 - アメリカの奴隷制度を完全に廃止するアメリカ合衆国憲法修正第13条が成立に必要な27州で批准されたことが布告される。
- 1874年 - 明治新政府による開化政策の一環として、東京初のガス灯85基が銀座の芝金杉橋と京橋の間で点火される[1]。
- 1876年 - 伊勢暴動が発生。
- 1891年 - 足尾鉱毒事件: 改進党議員の田中正造が、足尾鉱毒問題に関する初の質問書を衆議院に提出。
- 1892年 - チャイコフスキーのバレエ『くるみ割り人形』が初演される。
- 1898年 - 上野公園にある西郷隆盛像の除幕式が行われる。
- 1914年 - 第一次世界大戦開戦に伴い、エジプトがオスマン帝国の名目上の宗主権から切り離され、イギリスの保護国となる。
- 1914年 - 新橋駅に代わる東海道本線の旅客ターミナル駅として東京駅が完成し、開業式を実施。20日より供用開始。
- 1916年 - 第一次世界大戦: ヴェルダンの戦いが終結。
- 1917年 - 相模鉄道が創立される。
- 1925年 - ソ連の第14回共産党大会でスターリンが主張する一国社会主義を採択。
- 1926年 - 阪急今津線、西宮北口～今津間開業。これによって西宮北口駅に神戸線との直角平面交差（ダイヤモンドクロス）が生まれる（1984年に廃止）。
- 1942年 - 天龍型軽巡洋艦天龍に米潜水艦アルバコアが発射した魚雷が命中し沈没。
- 1945年 - ウルグアイが国連に加盟。
- 1948年 - GHQ（連合国軍最高司令官総司令部）が日本経済自立復興のための経済安定9原則を発表。
- 1950年 - 埼玉県大宮市の東北本線踏切で、東武バスが上野駅行列車の側面に衝突。乗員・乗客13人が死亡、重軽傷4人[2]。
- 1956年 - 日本が国連に加盟。
- 1958年 - 世界初の通信衛星 SCORE 打ち上げ。
- 1961年 - インドネシアがオランダ領ニューギニア（イリアンジャヤ）に侵攻。
- 1965年 - 日韓基本条約が発効し、両国の国交が成立。
- 1966年 - 土星の衛星エピメテウスが発見される。
- 1969年 - イギリス上院が「死刑廃止時限法」の無期限延長を決定し、死刑廃止が確定。
- 1970年 - 日本の新左翼である京浜安保共闘による上赤塚交番襲撃事件。襲撃犯である最高幹部柴野春彦が死亡。
- 1971年 - スミソニアン博物館での先進十カ国の蔵相会議の結果、USドルと各国通貨との交換レートの見直しで合意（スミソニアン協定）、1USドル=308円に切り上げられる。
- 1971年 - 土田邸ピース缶爆弾事件。警視庁警務部長の妻が死亡。
- 1971年 - キャピトル・リーフ国立公園設立。
- 1972年 - ベトナム戦争: アメリカ軍がラインバッカーII作戦（英語版）を開始。北爆が再開。
- 1973年 - ソ連が有人宇宙船ソユーズ13号を打ち上げ。
- 1974年 - 三菱石油水島製油所で原油流出事故発生。大規模な海洋汚染を引き起こす。
- 1977年 - 第22回有馬記念: テンポイントとトウショウボーイのマッチレースが繰り広げられる。
- 1978年 - ドミニカ国が国連に加盟。
- 1983年 - 第37回衆議院議員総選挙。ロッキード事件で田中角栄元首相の実刑判決が出た直後で、自民党の議席が大幅減。
- 1984年 - 福井エフエム放送開局。
- 1987年 - ラリー・ウォールがプログラミング言語「Perl」を発表。
- 1987年 - ゲームソフトファイナルファンタジーシリーズ第1作『ファイナルファンタジー』が発売。
- 1989年 - 東証株価指数（通称：TOPIX）が当時最高の2884.80ポイントを記録。
- 1990年 - 全ての移住労働者及びその家族の権利の保護に関する国際条約が国際連合総会で採択される。
- 1992年 - 1992年大韓民国大統領選挙で金泳三が当選。
- 1993年 - 東京都八王子市の創価学会所有施設「東京牧口記念会館」でオウム真理教による学会名誉会長・池田大作の暗殺未遂事件発生。
- 1997年 - W3CがHTML4.0を勧告。
- 1997年 - 1997年大韓民国大統領選挙で金大中が当選。
- 1997年 - 大阪港トランスポートシステムテクノポート線・ニュートラムテクノポート線開業。
- 1997年 - 東京湾アクアライン開通。
- 1999年 - NASAが地球観測衛星「テラ」を打ち上げ。
- 1999年 - 大阪工業技術研究所と東北大学金属材料研究所の研究グループが、磁力を用いて完全な球体を作る。
- 2001年 - アメリカ・カリフォルニア州オーケランドの統一地区教育委員会が黒人英語を英語に次ぐ第二言語とする決議を採択。
- 2002年 - 東京地下鉄株式会社法成立。
- 2003年 - 館山市一家4人放火殺人事件が発生。
- 2005年 - 高松宮妃喜久子が薨去。それに伴い、当日予定されていた紀宮清子内親王の婚約内定が延期される。
- 2006年 - 宇宙航空研究開発機構が技術試験衛星「きく8号」を打ち上げ。
- 2007年 - 海上自衛隊の護衛艦であるこんごう型護衛艦の1番艦こんごうがハワイ・カウアイ島沖での弾道ミサイル迎撃実験でSM-3により、高度100キロ以上の大気圏外を飛行する標的ミサイル1発の迎撃に成功。
- 2009年 - ロシアの高速列車、サプサンがモスクワ - サンクトペテルブルク間で営業運転を開始する。
- 2010年 - チュニジアでジャスミン革命勃発、アラブの春へと波及。
- 2015年 - 2009年に神奈川県川崎市でアパートの大家とその弟夫婦を殺害したとして2011年に裁判員裁判で死刑判決を受けた男の死刑が執行され、裁判員裁判で死刑判決を受けた死刑囚としては初の死刑執行となった[3]。
- 2018年 - 日本政府が新たな「防衛計画の大綱」と今後5年間の「中期防衛力整備計画」を閣議決定。護衛艦「いずも」を事実上空母化し、新たに導入する最新鋭のステルス戦闘機F35Bを艦載機として搭載する方針が盛り込まれる[4]。
- 2019年 - かんぽ生命の保険の不適切販売が問題となった件で、外部弁護士でつくる特別調査委員会が調査報告書を発表。法令や社内規則に違反した疑いのある事案が、13日時点で1万2836件あったと公表した[5]。
- 2021年 - 東日本大震災の復興道路として国が整備を進めた三陸沿岸道路が全線開通。未開通区間だった岩手県の普代－久慈インターチェンジ間25キロの通行が可能となり、宮城県仙台市―青森県八戸市の全長359キロが直結した[6]。
- 2023年 - 中国内陸部の甘粛省臨夏回族自治州積石山県で、マグニチュード6.2の地震が発生。151人が死亡し、数十万人が被災した[7]。
- 2024年 - 日本の調査捕鯨船への妨害行為を指示したとして国際指名手配された反捕鯨団体シー・シェパードのポール・ワトソン元代表が釈放される。
- 2024年 - 汚職等の罪に問われているニコラ・サルコジフランス元大統領に禁錮3年執行猶予2年の実刑判決が下る。
- 2024年 - 収賄及び証人買収の罪に問われている秋元司元衆議院議員に懲役4年の実刑判決が下る。

## 誕生日

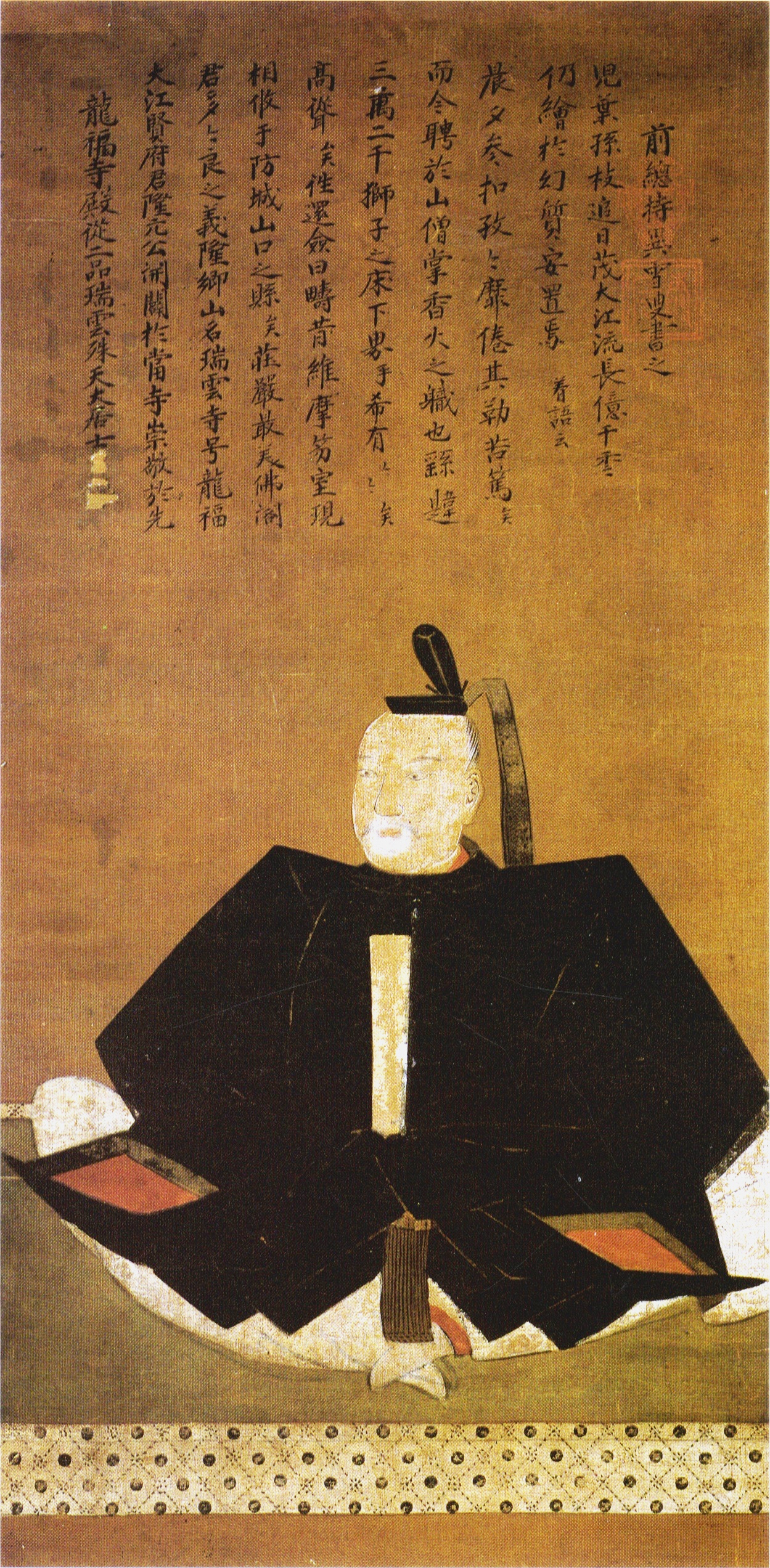
戦国大名、大内義隆(1507-1551)

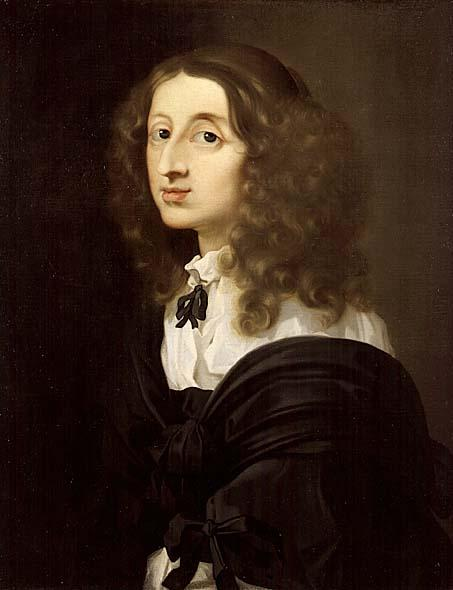
スウェーデン女王、クリスティーナ(1626-1689)

政治家、ヨシフ・スターリン(1878-1953)

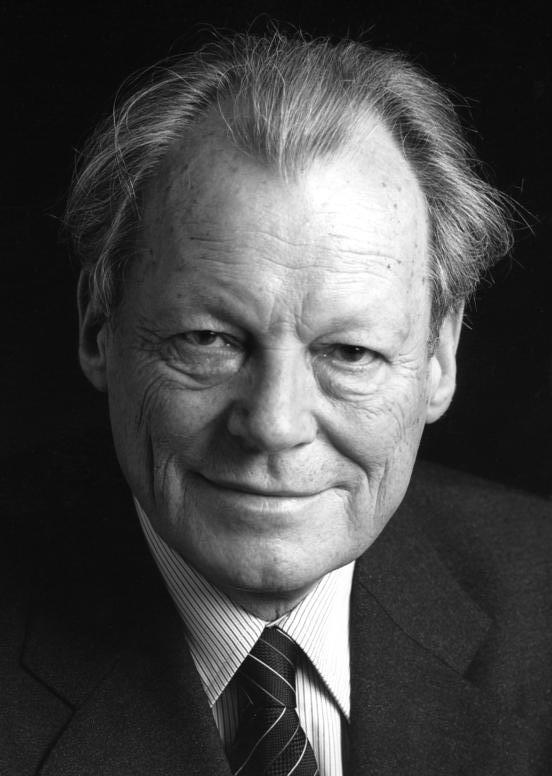
政治家、ヴィリー・ブラント(1913-1992)

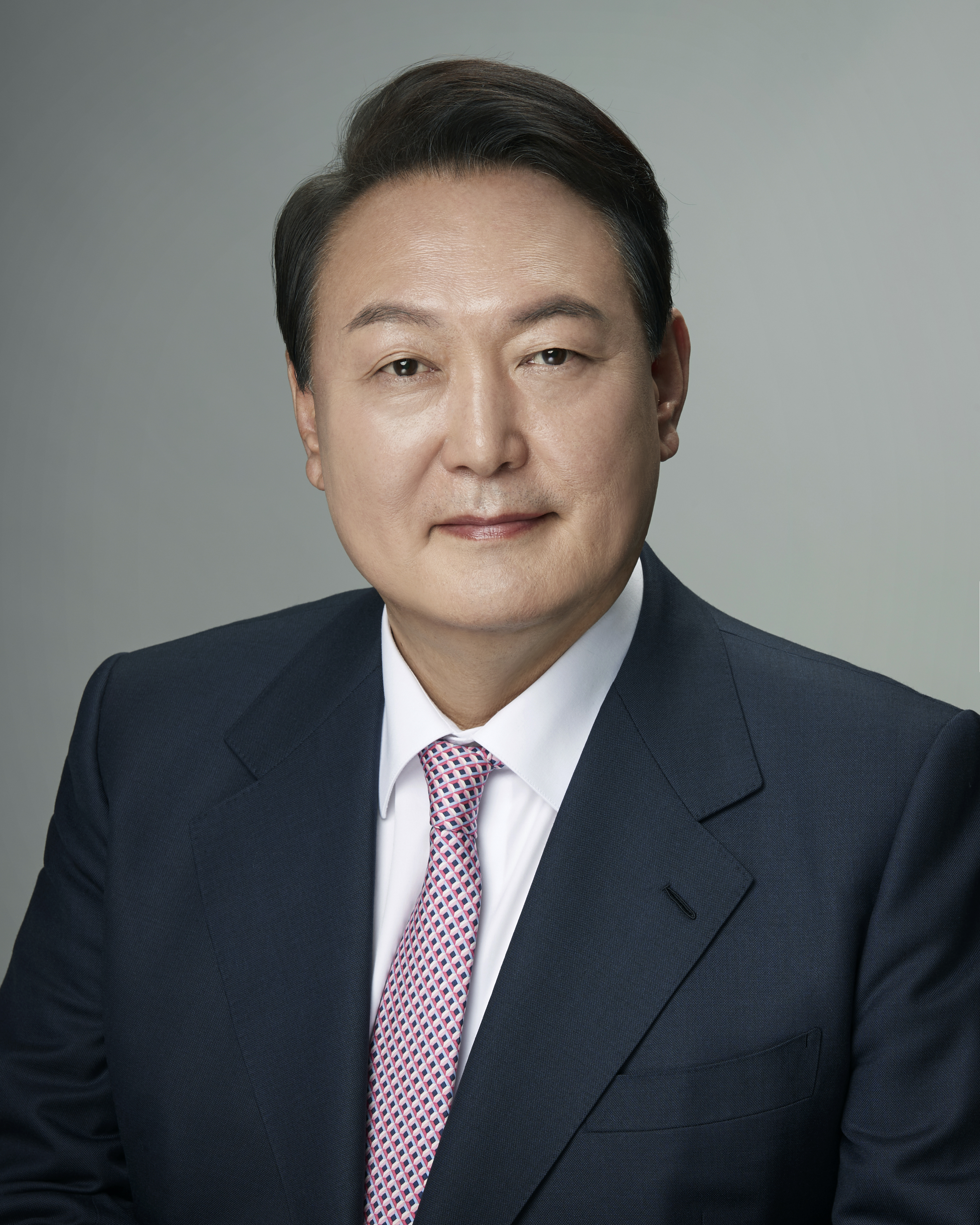
政治家、尹錫悦(1960-)

- 1507年（永正4年11月15日） - 大内義隆、周防国の戦国大名（+ 1551年）
- 1553年 - セザール・ド・ノートルダム、詩人、歴史家、画家（+ 1630年?）
- 1567年（永禄10年11月18日）- 立花宗茂、戦国武将、柳河藩主（+ 1643年）
- 1626年 - クリスティーナ、スウェーデン女王（+ 1689年）
- 1707年 - チャールズ・ウェスレー、メソジストの賛美歌作者（+ 1788年）
- 1781年（天明元年11月4日） - 奥平昌高、中津藩主（+ 1840年）
- 1799年（寛政11年11月22日） - 松平忠侯、島原藩主（+ 1855年）
- 1817年（文化14年11月11日） - 杉田成卿、蘭学者（+ 1859年）
- 1818年（文政元年11月21日） - 岩瀬忠震、江戸幕府外国奉行（+ 1861年）
- 1847年 - オーギュスタ・オルメス、作曲家（+ 1903年）
- 1847年（弘化4年11月11日） - 池田徳潤、福本藩主、華族（+ 1929年）
- 1856年 - ジョゼフ・ジョン・トムソン、物理学者（+ 1940年）
- 1857年（安政4年11月3日） - 花房直三郎、統計学者、官僚（+ 1921年）
- 1860年 - エドワード・マクダウェル、作曲家（+ 1908年）
- 1863年 - フランツ・フェルディナント・フォン・エスターライヒ＝エステ、オーストリア皇太子（+ 1914年）
- 1865年（慶応元年11月1日） - 村上浪六、小説家（+ 1944年）
- 1870年 - サキ、作家（+ 1916年）
- 1878年 - ヨシフ・スターリン、ソビエト連邦の最高指導者（+ 1953年）
- 1879年 - パウル・クレー、画家（+ 1940年）
- 1879年 - 古屋慶隆、政治家（+ 1945年）
- 1883年 - 金山平三、洋画家（+ 1964年）
- 1886年 - タイ・カッブ、元プロ野球選手（+ 1961年）
- 1888年 - 立川談志 (6代目)、落語家（+ 1952年）
- 1889年 - 熊沢寛道、皇位僭称者（+ 1966年）
- 1890年 - エドウィン・アームストロング、発明家（+ 1954年）
- 1895年 - 住谷悦治、経済学者（+ 1987年）
- 1897年 - 河野密、政治家（+ 1981年）
- 1897年 - フレッチャー・ヘンダーソン、ジャズピアニスト（+ 1952年）
- 1902年 - 高橋進太郎、政治家、第20代行政管理庁長官、公選第7代宮城県知事（+ 1984年）
- 1904年 - ジョージ・スティーヴンス、映画監督（+ 1975年）
- 1906年 - 兼子一、法学者（+ 1973年）
- 1910年 - 臼井ます、スーパーセンテナリアン・日本国内最高齢者だった人物（+ 2025年）
- 1911年 - ジュールズ・ダッシン、映画監督（+ 2008年）
- 1913年 - 髙田三郎、作曲家、指揮者（+ 2000年）
- 1913年 - ヴィリー・ブラント、ドイツ連邦首相（+ 1992年）
- 1914年 - 松村達雄、俳優（+ 2005年）
- 1915年 - 岩合徳光、写真家（+ 2007年）
- 1920年 - エドモン・ド・シュトウツ、指揮者（+ 1997年）
- 1921年 - 工藤巌、政治家、岩手県知事、衆議院議員、盛岡市長（+ 1998年）
- 1922年 - 柴田吉太郎、映画監督、脚本家（+ 2004年）
- 1923年 - 石井次郎、地質学者、東海大学名誉教授（+ 1992年）
- 1927年 - 横山昭二、検察官、弁護士（+ 2007年）
- 1930年 - 佐々木千吉、能楽師（+ 2018年）
- 1931年 - 北村弘一、俳優、声優（+ 2007年）
- 1931年 - アンドレ・S・ラバルト、映画評論家、映画監督、脚本家（+ 2018年）
- 1932年 - 吉川文夫、鉄道研究家（+ 2007年）
- 1932年 - 田口周、高校野球指導者（+ 2006年）
- 1933年 - 西村章三、政治家
- 1934年 - 西崎義展、元プロデューサー（+ 2010年）
- 1939年 - マイケル・ムアコック、SF作家
- 1939年 - 高野一彦、元プロ野球選手
- 1939年 - 稲葉賀恵、ファッションデザイナー
- 1939年 - ソイロ・ベルサイエス、元プロ野球選手（+ 1995年）
- 1940年 - 榊原伊三、政治家、元愛知県半田市長（+ 2024年）
- 1940年 - ジョン・クーパー、陸上競技選手（+ 1974年）
- 1941年 - 上野隆紘、アナウンサー
- 1943年 - キース・リチャーズ、ミュージシャン（ローリング・ストーンズ）
- 1944年 - 伊勢孝夫、元プロ野球選手
- 1946年 - スティーヴン・スピルバーグ、映画監督
- 1946年 - 原尞、作家（+ 2023年）
- 1947年 - 池田理代子、漫画家
- 1947年 - 赤嶺政賢、政治家
- 1947年 - 布施明、歌手
- 1947年 - 森安敏明、元プロ野球選手（+ 1998年）
- 1948年 - たなかてつお、漫画家
- 1948年 - 福永洋一、元騎手
- 1948年 - ミンモ・パラディーノ、彫刻家、画家、版画家
- 1950年 - ランディ・カスティロ（Randy Castillo）、ドラマー（+ 2002年）
- 1950年 - 佐藤政夫、元プロ野球選手
- 1950年 - 前川陽子、アニメソング歌手
- 1951年 - 柚木秀夫、元プロ野球選手
- 1952年 - 森佳子、元アナウンサー
- 1953年 - 榎本一夫、デザイナー、実業家
- 1953年 - 金平茂紀、ジャーナリスト
- 1954年 - 大野英男、物理学者
- 1954年 - 毛利八郎、アナウンサー
- 1954年 - ローラント・クラウス、ドイツ左翼党連邦議会議員
- 1955年 - レイ・リオッタ、俳優（+ 2022年）
- 1958年 - 川俣しのぶ、女優
- 1958年 - 金沢次男、元プロ野球選手
- 1959年 - 山井太、実業家、スノーピーク社長
- 1960年 - 植草一秀、経済評論家
- 1960年 - 尹錫悦、政治家、第20代韓国大統領
- 1960年 - 赤沢亮正、政治家
- 1961年 - 園子温、映画監督
- 1961年 - 塩川鉄也、政治家
- 1961年 - 伍代夏子、演歌歌手
- 1961年 - 沢田富美子、元歌手
- 1961年 - ブライアン・オーサー、フィギュアスケート選手
- 1961年 - 金子美奈子、歌手、ダンサー、ファッションデザイナー（米米CLUB、シューク・フラッシュ!）
- 1961年 - 大月俊倫、プロデューサー、実業家
- 1962年 - 河野陽吾、ミュージシャン
- 1962年 - 棚橋美稚誉、アナウンサー
- 1962年 - 小林宏、将棋棋士
- 1963年 - 小山力也、俳優、声優
- 1963年 - 成田智志、作家
- 1963年 - ブラッド・ピット、俳優
- 1963年 - イザベル・デュシュネー、フィギュアスケート選手
- 1964年 - 真鍋譲治、漫画家
- 1964年 - 東海辰弥、元アメリカンフットボール選手
- 1964年 - ストーン・コールド・スティーブ・オースチン、元プロレスラー、俳優
- 1965年 - 松蔭浩之、現代美術家、写真家
- 1965年 - 鈴木俊雄、元プロ野球選手
- 1966年 - 江角マキコ、元女優
- 1967年 - 芋洗坂係長、お笑いタレント、振付師、ダンサー
- 1968年 - 山根善伸、元プロ野球選手
- 1969年 - サンティアゴ・カニサレス、元サッカー選手
- 1969年 - 森田太、J-WAVEコンテンツマーケティング局長
- 1969年 - 飯田章、レーシングドライバー
- 1970年 - 藤本敏史、お笑いタレント（FUJIWARA）
- 1970年 - 鈴木大介、ギター奏者
- 1970年 - ロブ・ヴァン・ダム、プロレスラー
- 1970年 - マイク・グラン、元プロ野球選手
- 1970年 - DMX、ラッパー（+ 2021年）
- 1971年 - 稲村成浩、競輪評論家、元競輪選手
- 1971年 - アランチャ・サンチェス・ビカリオ、テニス選手
- 1972年 - 武田真治、俳優、タレント
- 1972年 - 少覚一、ミュージシャン（SUPER BELL"Z）
- 1972年 - クリス・シールバック、元プロ野球選手
- 1972年 - エフゲーニヤ・シシコワ、フィギュアスケート選手（+ 2025年）
- 1972年 - アンジェラ・バラコノワ、陸上競技選手
- 1973年 - ファツマ・ロバ、マラソン選手
- 1973年 - イリヤ・アベルブフ、フィギュアスケート選手
- 1974年 - マザリーヌ・パンジュ、小説家
- 1974年 - ランス・カーター、元プロ野球選手
- 1974年 - 飯沼誠司、ライフセーバー、俳優
- 1974年 - あだち理絵子、タレント
- 1975年 - レイザーラモンHG、お笑いタレント（レイザーラモン）
- 1975年 - 栗原由佳、キャスター
- 1975年 - 宇佐美康広、元プロ野球選手
- 1975年 - ダイアナ・エクストラバガンザ、女装家、美容家
- 1976年 - 小雪、女優
- 1976年 - 吉田玲奈、タレント
- 1976年 - 葵千智、タレント
- 1977年 - 中瀬アサキ、漫画家
- 1977年 - 戸越亜希子、元アナウンサー
- 1978年 - 三輪ひとみ、女優
- 1978年 - ファンキー加藤、ミュージシャン（FUNKY MONKEY BΛBY'S）
- 1978年 - 福原力也、元プロボクサー、第30代日本スーパーバンタム級王者
- 1978年 - 江角浩司、元サッカー選手
- 1978年 - ケイティ・ホームズ、女優
- 1978年 - ナオミ・ラング、フィギュアスケート選手
- 1979年 - 市野世龍、ファッションモデル
- 1979年 - 今岡梨惠、タレント
- 1979年 - 蔡相秉、元プロ野球選手
- 1980年 - 小野寺昭憲、映画監督
- 1980年 - 下村東美、元サッカー選手
- 1980年 - クリスティーナ・アギレラ、歌手
- 1980年 - 松元ユウイチ、元プロ野球選手
- 1981年 - 小林アナ、アナウンサー、タレント
- 1981年 - 川崎美千江、タレント、空手家
- 1981年 - 松岡由樹、元タレント
- 1981年 - 駿馬赤兎、元大相撲力士
- 1981年 - ジェレミー・アッカード、元プロ野球選手
- 1983年 - 葉里真央、タレント
- 1983年 - 高橋孝輔、俳優
- 1983年 - 渡辺邦斗、俳優
- 1983年 - 朝妻久実、アナウンサー
- 1983年 - 梶本勇介、元プロ野球選手
- 1984年 - 矢吹春奈、女優、タレント
- 1984年 - 三津谷祐、元陸上競技選手、指導者
- 1984年 - 田中大輔、元プロ野球選手
- 1984年 - ジュリアーノ・ラッツォーリ、アルペンスキー選手
- 1985年 - 長谷川俊輔、お笑い芸人（クマムシ）
- 1985年 - 橋本博且、バドミントン選手
- 1986年 - 魁聖一郎、元大相撲力士、年寄13代友綱
- 1986年 - 玄理、女優、タレント
- 1987年 - 亜沙、音楽家、ボカロP
- 1987年 - 絢香、歌手
- 1987年 - 安藤美姫、元フィギュアスケート選手
- 1987年 - 大亀あすか、声優
- 1987年 - 於保佐代子、タレント
- 1987年 - 狩野翔、俳優、声優
- 1987年 - 迫田さおり、元バレーボール選手
- 1987年 - 佃井皆美、女優
- 1987年 - 古川雄輝、俳優
- 1987年 - ルディ・オーエンス、プロ野球選手
- 1987年 - レックス・ブラザーズ、プロ野球選手
- 1988年 - 原千晶、アナウンサー
- 1988年 - ブリアンヌ・タイゼン＝イートン、陸上競技選手
- 1989年 - アシュレイ・ベンソン、女優
- 1989年 - アリーナ・ウシャコワ、フィギュアスケート選手
- 1989年 - 知念広弥、元プロ野球選手
- 1990年 - 甲斐拓哉、元プロ野球選手
- 1990年 - 駒田圭佑、バトントワリング選手
- 1990年 - 斎藤友夏莉、野球選手
- 1990年 - 関取花、歌手
- 1990年 - 藤田倭、ソフトボール選手
- 1990年 - 望月ミキ、タレント
- 1990年 - 鄭寅煜、元プロ野球選手
- 1990年 - メリンダ・ワン、フィギュアスケート選手
- 1990年 - リッキー・シックス、ポルノ女優
- 1991年 - 木下拓哉、プロ野球選手
- 1991年 - 八木直生、元サッカー選手
- 1991年 - 設楽啓太、陸上選手
- 1991年 - 設楽悠太、陸上選手
- 1991年 - 百山月花、シンガーソングライター、女優
- 1991年 - 宮下遊、歌手
- 1991年 - バク・ジンギュ、プロアイスホッケー選手
- 1992年 - ブリジット・メンドラー、女優、歌手
- 1992年 - 今野太祐、サッカー選手
- 1993年 - 小島梨里杏、女優
- 1993年 - バイロン・バクストン、プロ野球選手
- 1995年 - 文田健一郎、レスリング選手
- 1995年 - ブレンダン・マッケイ、プロ野球選手
- 1996年 - 齋藤綱記、プロ野球選手
- 1997年 - 金子理江、歌手（LADYBABY、REIRIE）
- 1997年 - 植田将太、プロ野球選手
- 1997年 - グラント・ハートウィグ、プロ野球選手
- 1998年 - 奥野粋子、テレビ山口アナウンサー
- 1998年 - 三船海斗、元俳優
- 1999年 - 堀くるみ[8]、タレント、元アイドル（たこやきレインボー）
- 1999年 - 早川太貴、プロ野球選手
- 2000年 - 清水優哉、俳優
- 2000年 - 佳原萌枝、声優
- 2001年 - 小畑優奈、元アイドル（元SKE48）
- 2001年 - ビリー・アイリッシュ、シンガーソングライター、モデル
- 2002年 - ハーヴィー瑛美、歌手、ラッパー（XG）、モデル
- 2006年 - 藤寺美徳、声優
- 生年不詳 - 羽鳥風画、ソングライター、編曲家、音楽プロデューサー
- 生年不詳 - 島田英次郎、漫画家
- 生年不詳 - 鈴木はるこ、声優
- 生年不詳 - 出口茉美、声優

## 忌日
- 1495年 - アルフォンソ2世、ナポリ王（* 1448年）
- 1538年（天文7年11月27日）- 松平信定、戦国武将
- 1603年（慶長8年11月16日）- 里見義康、館山藩主（* 1573年）
- 1726年 - ゲオルク・ヴィルヘルム、バイロイト侯領の辺境伯（* 1678年）
- 1737年 - アントニオ・ストラディバリ、弦楽器製作者（* 1644年）
- 1752年（宝暦2年11月13日）- 宮川長春、浮世絵師（* 1682年）
- 1803年 - ヨハン・ゴットフリート・ヘルダー、哲学者、詩人（* 1744年）
- 1826年 - ヨロ・モルガヌグ、詩人、文学贋作者（* 1747年）
- 1829年 - ジャン＝バティスト・ラマルク、博物学者（* 1744年）
- 1848年 - ベルナルト・ボルツァーノ、哲学者、数学者（* 1781年）
- 1852年 - ホレーシオ・グリーノウ、彫刻家（* 1805年）
- 1869年 - ルイス・モロー・ゴットシャルク、作曲家（* 1829年）
- 1877年 - フィリップ・ファイト、画家（* 1793年）
- 1892年 - リチャード・オーウェン、生物学者（* 1804年）
- 1910年 - 向山慎吉、日本海軍の中将（* 1856年）
- 1915年 - ヘンリー・エンフィールド・ロスコー、化学者（* 1833年）
- 1919年 - ホレイショ・パーカー、作曲家（* 1863年）
- 1928年 - リュシアン・カペー、音楽家（* 1873年）
- 1932年 - エドゥアルト・ベルンシュタイン、社会民主主義の思想家（* 1850年）
- 1936年 - アンドリア・モホロビチッチ、地震学者、気象学者（* 1857年）
- 1939年 - ブルーノ・リリエフォッシュ、画家（* 1860年）
- 1944年 - 山本信哉、歴史学者、神道学者（* 1873年）
- 1944年 - グレン・ミラー、ジャズアーティスト、作曲家、トロンボーン奏者（* 1904年）
- 1945年 - 皿井立三郎、医師、俳人（* 1870年）
- 1950年 - 大石和三郎、気象学者、ジェット気流発見者（* 1874年）
- 1951年 - 北脇昇、画家（* 1901年）
- 1952年 - エルンスト・シュトローマー、古生物学者（* 1870年）
- 1956年 - 猪子一到、実業家（* 1891年）
- 1960年 - 寿々喜多呂九平、脚本家、映画監督、映画プロデューサー（* 1899年）
- 1961年 - フリードリヒ・ドミン、俳優（* 1902年）
- 1971年 - 佐藤尚武、外交官・外務大臣・第2-3代参議院議長（* 1882年）
- 1971年 - ボビー・ジョーンズ、ゴルファー（* 1902年）
- 1974年 - ハリー・フーパー、プロ野球選手（* 1887年）
- 1975年 - テオドシウス・ドブジャンスキー、遺伝学者、進化生物学者（* 1900年）
- 1976年 - 大野竹二、日本海軍の少将（* 1894年）
- 1977年 - ヤコフ・フリエール、ピアニスト、音楽教師（* 1912年）
- 1977年 - 西沢道夫、プロ野球選手、監督（* 1921年）
- 1978年 - ハロルド・ラスウェル、政治学者（* 1902年）
- 1980年 - アレクセイ・コスイギン、政治家、ソビエト連邦首相（* 1904年）
- 1981年 - 桝嘉一、プロ野球選手（* 1908年）
- 1982年 - 柴野和喜夫、官僚、政治家、第34代滋賀県知事、第43-44代石川県知事（* 1902年）
- 1982年 - ハンス・ウルリッヒ・ルーデル、ドイツ空軍のエース・パイロット（* 1916年）
- 1982年 - 二村忠元、工学者、東北大学名誉教授（* 1917年）
- 1984年 - 楠部彌弌、陶芸家（* 1897年）
- 1984年 - 竜崎勝、俳優（* 1940年）
- 1985年 - 田中美知太郎、哲学者、西洋古典学者、京都大学名誉教授（* 1902年）
- 1985年 - 十朱久雄、俳優（* 1908年）
- 1986年 - 大久保武夫、経営者、元江崎グリコ社長（* 1912年）
- 1987年 - ウォーン・マーシュ、テナー・サクソフォーン奏者（* 1927年）
- 1987年 - コニー・プランク、音楽プロデューサー（* 1943年）
- 1988年 - 香椎瑞穂[9]、学生野球指導者（* 1912年）
- 1990年 - 堀田庄三、銀行家、元住友銀行頭取（* 1899年）
- 1990年 - アン・リヴィア、女優（* 1903年）
- 1990年 - ポール・トルトゥリエ、チェリスト（* 1914年）
- 1990年 - 林忠彦、写真家（* 1918年）
- 1992年 - 伊藤逸平、写真評論家、漫画評論家（* 1912年）
- 1993年 - 三宅博、医学者、九州大学名誉教授（* 1901年）
- 1993年 - サム・ワナメイカー、俳優、映画監督（* 1919年）
- 1994年 - ロジェ・アペリー、数学者（* 1916年）
- 1995年 - コンラート・ツーゼ、コンピュータ技術者（* 1910年）
- 1995年 - ロス・トーマス、作家、脚本家（* 1926年）
- 1996年 - 武原英子、女優（* 1946年）
- 1997年 - 井上正治、法学者（* 1920年）
- 1997年 - 多摩豊、編集者、ゲーム評論家（* 1962年）
- 1999年 - ロベール・ブレッソン、映画監督（* 1901年）
- 2000年 - Kirsty MacColl、ミュージシャン（* 1959年）
- 2001年 - ジルベール・ベコー、シャンソン歌手（* 1927年）
- 2002年 - 小谷豪冶郎、国際政治学者（* 1920年）
- 2003年 - チャールズ・ベルリッツ、言語学者、作家、超常現象研究家（* 1914年）
- 2004年 - 宣仁親王妃喜久子、高松宮宣仁親王の妃、徳川慶喜の孫、皇族（* 1911年）
- 2004年 - アンソニー・サンプソン、ジャーナリスト、作家（* 1926年）
- 2006年 - ジョセフ・バーベラ、アニメーター（* 1911年）
- 2006年 - 浅原英夫、実業家、元日本冷蔵（現ニチレイ）社長（* 1916年）
- 2006年 - 大野潔、政治家（* 1930年）
- 2007年 - 宮内和之、ギタリスト（ICE）（* 1964年）
- 2008年 - 若杉光夫、演出家、映画監督（* 1922年）
- 2008年 - ロベール・ジョンケ、サッカー選手（* 1925年）
- 2008年 - 石野重則、政治家、元兵庫県西脇市長（* 1928年）
- 2008年 - メイジェル・バレット、女優（* 1932年）
- 2008年 - 宮本袈裟雄、民俗学者、武蔵大学教授（* 1945年）
- 2009年 - 冨士田元彦、歌人（* 1937年）
- 2010年 - マックス・ヤンマー、物理学者（* 1915年）
- 2011年 - 深水藤子、女優（* 1916年）
- 2011年 - ヴァーツラフ・ハヴェル、劇作家、政治家（* 1936年）
- 2011年 - 吉田カツ、イラストレーター（* 1939年）
- 2011年 - ラルフ・マクドナルド、パーカッショニスト、編曲家、音楽プロデューサー（* 1944年）
- 2012年 - 依光隆、挿絵画家、イラストレーター（* 1926年）
- 2012年 - ピーター・ケネン、経済学者、プリンストン大学名誉教授（* 1932年）
- 2012年 - ムスタファ・ウルド・サレク、軍人、政治家、第2代モーリタニア大統領（* 1936年）
- 2012年 - 米長邦雄、将棋棋士、永世棋聖（* 1943年）
- 2013年 - ロナルド・ビッグズ、列車強盗犯（* 1929年）
- 2013年 - 本宮哲郎、俳人（* 1930年）
- 2014年 - 大川清幸、政治家（* 1925年）
- 2014年 - 安田靖、占い師（* 1928年）
- 2014年 - 稲野和子、女優（* 1935年）
- 2014年 - ヴィルナ・リージ、女優（* 1936年）
- 2014年 - 浦上靖夫、アニメーション音響監督（* 1943年）
- 2014年 - 青木真一、ミュージシャン（村八分）（* 1951年）
- 2015年 - 塙義一、実業家、元日産自動車社長（* 1934年）
- 2015年 - 藤田雄山、政治家、第6代広島県知事（* 1949年）
- 2016年 - ザ・ザ・ガボール、女優（* 1917年）
- 2016年 - 酒井新二、ジャーナリスト、元共同通信社社長（* 1920年）
- 2016年 - 和田貞夫、政治家（* 1925年）
- 2016年 - ハインツ・ウルツハイマー、陸上競技選手（* 1925年）
- 2016年 - 神谷定男、元プロ野球選手（* 1931年）
- 2016年 - 森下洋一、実業家、第5代パナソニック社長（* 1934年）
- 2016年 - 磯辺サタ、元バレーボール選手（* 1943年）
- 2016年 - 佐竹研一、環境学者（* 1945年）
- 2017年 - 加藤治、俳優、声優、ナレーター（* 1936年）
- 2017年 - 脇功、イタリア文学者、プール学院大学名誉教授（* 1936年）
- 2017年 - 奥山茂彦、政治家（* 1942年）
- 2017年 - キム・ ジョンヒョン、シンガーソングライター（SHINee） （* 1990年）
- 2018年 - トゥラシー・ギリ、政治家、元ネパール王国首相（* 1926年）
- 2018年 - デヴィッド・C・H・オースティン、園芸家、イングリッシュローズ育種家（* 1926年）
- 2018年 - 伊藤正男、生理学者、神経科学者、東京大学名誉教授（* 1928年）
- 2018年 - カジミェシュ・クッツ、映画監督、政治家（* 1929年）
- 2018年 - 宮田親平、ジャーナリスト、元週刊文春編集長（* 1931年）
- 2018年 - 勝部領樹、放送記者、ニュースキャスター（* 1931年）
- 2018年 - 関根忍、柔道家、1972年ミュンヘン五輪金メダリスト（* 1943年）
- 2018年 - 持田季未子、美術史家、大妻女子大学名誉教授（* 1947年）
- 2019年 - アビー・サイモン、ピアニスト（* 1922年）
- 2019年 - リチャード・ローレンス・ビショップ、数学者、イリノイ大学アーバナ・シャンペーン校名誉教授（* 1932年頃）
- 2019年 - クローディーヌ・オージェ、女優、モデル（* 1941年）
- 2019年 - 北村卓士、騎手（* 1956年）
- 2019年 - 石立善、哲学史学者、文献学者（* 1973年）
- 2020年 - アーミン・ホフマン、グラフィックデザイナー、タイポグラファー（* 1920年）
- 2020年 - ピーター・ラモント、映画プロダクション・デザイナー、美術監督（* 1929年）
- 2020年 - マイケル・ジェフリー、軍人、第24代オーストラリア総督（* 1937年）
- 2020年 - ティム・セヴェリン、冒険家、作家（* 1940年）
- 2020年 - 岡田武夫、聖職者、カトリック東京大司教区第8代大司教（* 1941年）
- 2020年 - 宅間秋史 、実業家、テレビドラマ・映画プロデューサー（* 1955年）
- 2020年 - 岩手富士祐一、大相撲力士（* 1963年）
- 2021年 - ルートヴィヒ・アルムブルスター、カトリック司祭（* 1928年）
- 2021年 - リチャード・ロジャース、建築家、一代貴族（* 1933年）
- 2021年 - 飯塚繁雄、人権活動家（* 1938年）
- 2021年 - 神田沙也加、女優、歌手、声優（* 1986年）
- 2022年 - 仲田育史、俳優（* 1975年）
- 2022年 - 鈴木陽斗実、声優（* 1996年）
- 2023年 - 徐京植、作家、文学者、東京経済大学名誉教授（* 1951年）
- 2024年 - 小原敏人、実業家、元日本ガイシ社長（* 1927年）
- 2024年 - 石井英夫、ジャーナリスト、産経新聞論説委員（* 1933年）
- 2024年 - 田村隆、放送作家、脚本家（* 1941年）
- 2024年 - キャロル・J・クローフォード、モデル、ミス・ワールド1963優勝者（* 1943年）
- 2024年 - クラウス・ヴォルファーマン、やり投選手、1972年ミュンヘン五輪金メダリスト（* 1946年）
- 2024年 - 小泉晨一、政治家（* 1947年）
- 2024年 - 駒村純一、実業家、元森下仁丹社長（* 1950年）

## 記念日・年中行事
- 国際移民デー
2000年の国連総会で制定された国際デー。1990年のこの日、国連総会で「全ての移住労働者及びその家族の権利の保護に関する国際条約」が採択されたことを記念。
- 独立記念日（ カタール）
1825年のこの日、サーニー・ビン・ムハンマドがカタールの初代首長となったことを記念。2006年までは1971年にイギリスの保護領から独立した9月3日が独立記念日であったが、2007年から変更された。
- 共和国の日（ ニジェール）
1958年のこの日、ニジェールがフランス共同体内の自治国となった。1960年8月3日に完全独立した。
- 国連加盟記念日（ 日本）
1956年12月18日に日本の国際連合加盟案が全会一致で可決され、国連加盟が承認されたことに由来。
- 東京駅の日（ 日本）
1914年（大正3年）のこの日、皇居の正面に現在の日本を代表する首都圏の駅である東京駅が開業した。2014年（平成26年）で開業100周年を迎えた。